# Rawan El Damaty
Rawan Tamer Mohamed Said Mohamed El Damaty, née le 15 juin 2004, est une nageuse égyptienne.

## Carrière
Rawan El Damaty remporte aux Jeux africains de 2019 la médaille de bronze du 200 mètres brasse.
Elle est médaillée d'argent du 200 mètres papillon et sur 4 × 100 mètres quatre nages aux Championnats d'Afrique de natation 2021 à Accra. Elle participe aussi lors de ces championnats aux épreuves juniors, remportant l'or sur 4 × 100 mètres quatre nages ainsi que l'argent sur 200 mètres brasse, sur 100 mètres papillon et sur 200 et 400 mètres quatre nages
Elle obtient aux Championnats d'Afrique de natation 2022 à Tunis la médaille de bronze sur 200 mètres brasse, sur 100 mètres papillon, sur 400 mètres 4 nages et sur 4 × 100 mètres quatre nages mixte.
Aux Jeux africains de 2023 à Accra, elle remporte la médaille d'argent sur 4 × 100 mètres quatre nages.